# Нафтобаза (Республіка Алтай)
Нафтобаза (рос. Нефтебаза) — село Онгудайського району, Республіка Алтай Росії. Входить до складу Тельгинського сільського поселення.
Населення — 68 осіб (2015 рік).